# Tolypothrix
Tolypothrix és un gènere de cianobacteris. Compta amb unes 8 espècies. Les espècies d'aquest gènere es fan servir com biofertilitzant.

## Algunes espècies
- Tolypothrix bouteillei
- Tolypothrix campylonemoides
- Tolypothrix curta
- Tolypothrix distorta
- Tolypothrix nodosa
- Tolypothrix pseudorexia
- Tolypothrix scytonemoides
- Tolypothrix tenuis